# Lokomotiva 263
Lokomotiva 263 je jednosystémová lokomotiva určená pro provoz pod trakční soustavou se střídavým proudem o napětí 25 kV, 50 Hz. Lokomotiva je přezdívána princezna a dle starého systému značení jí náleží řada S 499.2.

## Vývoj, technika
Řada 263 je vývojovým pokračováním dříve vyráběných lokomotiv řad 163 a 363 a prakticky vrcholem vývoje celé řady lokomotiv, označované jako x6x. Oproti předchozím typům však došlo k rozsáhlému použití polovodičových dílů, kde umožnily minimalizovat počet stykačů v elektrické části lokomotivy a tím zjednodušit údržbu a zvýšit spolehlivost. Zvnějšku je možné tuto řadu odlišit podle jiných žaluzií a hranatějších oken na boku (stejná skříň byla později použita i pro výrobu posledního realizovaného zástupce této platformy, řady 372).
Lokomotivy byly objednány jako plánovaná náhrada starších řad 230 a 240, které měly už v té době za sebou 20 let provozu. Přestože šlo o další zdokonalení a nové lokomotivy vynikaly spolehlivostí a lepšími trakčními vlastnostmi než řady 163/363, bylo vyrobeno pouhých 12 kusů a Československé státní dráhy nakonec daly přednost univerzálnějším dvousystémovým lokomotivám řady 363.

## Výroba a provoz
Dva prototypy lokomotivy byly plzeňskou Škodovkou (tovární typ 70E) vyrobeny v roce 1984 a o rok později předány ČSD, kde byly zařazeny do depa Jihlava. Po důkladném zkušebním provozu bylo následně přistoupeno k sériové výrobě, z výše uvedeného důvodu ale bylo nakonec vyrobeno jen dalších deset lokomotiv, které byly dodány v roce 1988 do lokomotivního depa v Bratislavě. Po rozdělení Československa získaly nově vzniklé ČD pouze zmíněné dva prototypy, celá desetikusová série zůstala na Slovensku, kde je nyní provozována Železničnou spoločností Slovensko, jež stroje nasazuje na tratě v oblasti Bratislavy a západního Slovenska elektrizované soustavou 25 kV / 50 Hz. Všechny tamní lokomotivy prošly modernizací, která umožňuje jejich provoz s vratnými příměstskými soupravami (push-pull). Oba české kusy byly z LD Jihlava v roce 1995 předány do DKV Brno, a po změně jízdního řádu 11. 12. 2022 byly přesunuty do DKV Plzeň. Obdržely korporátní lak ve stylu Najbrt a na začátku roku 2021 dostala lokomotiva 263 002 retro nátěr ve kterém jezdí dodnes. Obě byly pojmenovány: „Máša“ (263.001) a „Dáša“ (263.002). Objevují se na vlacích v Jihočeském kraji. V dubnu 2024 dojezdila v pravidelném provozu lokomotiva 263.001 kvůli závadě na trafu. Lokomotiva 263.002 dojezdí u ČD do prosince 2025.